# Championnat de France Pro A de tennis de table 2022-2023
Navigation
Pro A 2021-2022 Pro A 2023-2024
Le Championnat de France Pro A de tennis de table 2022-2023 est la 20e édition du Championnat de France Pro A de tennis de table, plus haut niveau des championnats de France de tennis de table par équipes. Il oppose les 10 meilleures équipes de France dans le championnat masculin et les onze meilleures équipes féminines.

## Organisation 2022-2023
- En Pro A messieurs, il n'y a plus qu'une seule descente en PRO B. Le dernier de la poule est relégué à l'issue de la saison. En fin de saison se déroule pour la première fois les play offs pour le titre de champion de France et pour la relégation.

Les rencontres se déroulent au meilleur des 5 parties (3 - 0; 3 - 1; 3 - 2). Ainsi le match nul n'est plus possible. Il s'agit de la formule ligue des champions.
- La Pro A Dames, la saison régulière se dispute dans une poule unique. En fin de saison se déroule les play offs pour le titre de championnes de France et pour la relégation.

Les équipes classées aux deux premières places seront rejointes par les deux formations sorties victorieuses d'un barrage
entre les équipes classées de la 3e à la 6e place pour disputer le titre de Championnes de France.

## PRO A Messieurs

### Équipes
| Equipe                         | Dernière montée | Classement 2021-2022 | Nombre de titres | Joueurs                                                                                               | Entraîneur           | Président            |
| ------------------------------ | --------------- | -------------------- | ---------------- | --- | -------------------- | -------------------- |
| Les Loups d'Angers             | 2000            | Champion             | 2                | - João Geraldo - Jon Persson - Hampus Nordberg - Bastien Rembert                                      | David Pilard         | Gérard Sarazin       |
| Caen TTC                       | 2019            |                      | 0                | - Antoine Hachard - Stéphane Ouaiche - Niagol Stoyanov - Yang Wang - Kirill Skachkov - Romain Lorentz | Drapeau de la France | Drapeau de la France |
| Chartres ASTT                  | 2021            |                      | 4                | - Bence Majoros - Yuta Tanaka - Horacio Cifuentes - Vitor Ishiy                                       | Drapeau de la France | Drapeau de la France |
| GV Hennebont                   | 2003            |                      | 4                | Chuang Chih-yuan Kristian Karlsson Ioánnis Sgourópoulos Anders Lind                                   | Drapeau de la France | Drapeau de la France |
| AS Pontoise-Cergy TT           | 2004            |                      | 2                | - Emmanuel Lebesson - Marcos Freitas - Tristan Flore - Cho Seung-min - Esteban Dorr                   | Drapeau de la France | Drapeau de la France |
| Morez Haut-Jura                | 2014            |                      | 1                | - Sathiyan Gnanasekaran - Benedek Olah - Bojan Tokič - Lim Jong-hoon - Lubomír Jančařík               | Drapeau de la France | Drapeau de la France |
| SS La Romagne                  | 2007            |                      | 1                | - Chen Tianyuan - Nima Alamian - Léo de Nodrest - Ibrahima Diaw                                       | Drapeau de la France | Drapeau de la France |
| Rouen SPO                      | 2017            |                      | 0                | - Robert Gardos - Harmeet Desai - Alexandre Robinot - Adam Szudi - Liao Cheng-ting                    | Drapeau de la France | Drapeau de la France |
| Saint-Denis Tennis de table 93 | 2018            |                      | 0                | - Pär Gerell - Andréa Landrieu - Joe Seyfried - Mehdi Bouloussa                                       | Drapeau de la France | Drapeau de la France |
| Thorigné-Fouillard TT          | 2022            |                      | 0                | - Noshad Alamian - Jules Rolland - Vincent Picard - Enzo Angles                                       | Drapeau de la France | Drapeau de la France |

| \| Les Loups d'Angers Chartres ASTT GV Hennebont Morez Haut-Jura AS Pontoise-Cergy TT Caen TTC SS La Romagne Rouen SPO Thorigné-Fouillard St-Denis \| Localisation des clubs engagés dans le championnat. |
| Les Loups d'Angers Chartres ASTT GV Hennebont Morez Haut-Jura AS Pontoise-Cergy TT Caen TTC SS La Romagne Rouen SPO Thorigné-Fouillard St-Denis                                                           |

### Classement Général
Classements par équipe du championnat de France de PRO A messieurs saison régulière 2022 - 2023.
Général
| Rang | Équipe                         | Pts | J  | V  | N | D  | F | Pp | Pc | Diff |
| ---- | ------------------------------ | --- | -- | -- | - | -- | - | -- | -- | ---- |
| 1    | GV Hennebont                   | 46  | 18 | 13 | 0 | 5  | 0 | 46 | 32 | +14  |
| 2    | Les Loups d'Angers             | 45  | 18 | 12 | 0 | 6  | 0 | 45 | 31 | +14  |
| 3    | Rouen SPO                      | 40  | 18 | 11 | 0 | 7  | 0 | 40 | 32 | +8   |
| 4    | Morez Haut-Jura                | 39  | 18 | 10 | 0 | 8  | 0 | 39 | 36 | +3   |
| 5    | SS La Romagne                  | 38  | 18 | 9  | 0 | 9  | 0 | 38 | 39 | -1   |
| 6    | Chartres ASTT                  | 36  | 18 | 8  | 0 | 10 | 0 | 36 | 35 | +1   |
| 7    | Thorigné-Fouillard TT          | 36  | 18 | 8  | 0 | 10 | 0 | 36 | 42 | -6   |
| 8    | Caen TTC                       | 34  | 18 | 7  | 0 | 11 | 0 | 34 | 42 | -8   |
| 9    | AS Pontoise-Cergy TT           | 33  | 18 | 8  | 0 | 10 | 0 | 33 | 38 | -5   |
| 10   | Saint-Denis Tennis de table 93 | 28  | 18 | 4  | 0 | 14 | 0 | 28 | 48 | -20  |

Hennebont, les Loups d'Angers, Rouen SPO et Jura Morez se qualifient pour les play-offs.

### Résultats
| Résultats (dom.\ext.)                                      | Ang | Cae | Cha | Hen | Mor | Pon | Rou | La R | St D | Tho |
| Les Loups d'Angers                                         |     | -   | -   | -   | -   | -   | -   | -    | -    | -   |
| Caen TTC                                                   | -   |     | -   | -   | -   | -   | -   | -    | -    | -   |
| Chartres ASTT                                              | -   | -   |     | -   | -   | -   | -   | -    | -    | -   |
| GV Hennebont                                               | -   | -   | -   |     | -   | -   | -   | -    | -    | -   |
| Morez Haut-Jura                                            | -   | -   | -   | -   |     | -   | -   | -    | -    | -   |
| AS Pontoise-Cergy                                          | -   | -   | -   | -   | -   |     | -   | -    | -    | -   |
| Rouen SPO                                                  | -   | -   | -   | -   | -   | -   |     | -    | -    | -   |
| SS La Romagne                                              | -   | -   | -   | -   | -   | -   | -   |      | -    | -   |
| Saint-Denis Tennis de table 93                             | -   | -   | -   | -   | -   | -   | -   | -    |      | -   |
| Thorigné-Fouillard TT                                      | -   | -   | -   | -   | -   | -   | -   | -    | -    |     |
| - Victoire à domicile - Match nul - Victoire à l'extérieur |     |     |     |     |     |     |     |      |      |     |

|  | Demi-finales       | Demi-finales |              |       | Finale | Finale |
|  | Demi-finales       | Demi-finales |              |       | Finale | Finale |
|  |                    |              |              |       |        |        |
|  |                    |              |              |       |        |        |
|  |                    |              |              |       |        |        |
|  | GV Hennebont       | 3 ; 3        |              |       |        |        |
|  | GV Hennebont       | 3 ; 3        |              |       |        |        |
|  | Morez Haut-Jura    | 1 ; 1        |              |       |        |        |
|  | Morez Haut-Jura    | 1 ; 1        | GV Hennebont | 2 ; 3 |        |        |
|  |                    |              | GV Hennebont | 2 ; 3 |        |        |
|  |                    | Rouen SPO    | 3 ; 0        |       |        |        |
|  | Les loups d'Angers | Rouen SPO    | 3 ; 0        | 1 ; 3 |        |        |
|  | Les loups d'Angers |              |              | 1 ; 3 |        |        |
|  | Rouen SPO          | 3 ; 1        |              |       |        |        |
|  | Rouen SPO          | 3 ; 1        |              |       |        |        |

| GV Hennebont       | 2–3                | Rouen SPO          | Hennebont, 6 juin 2023       |
| ------------------ | ------------------ | ------------------ | ---------------------------- |
| Détail des matches | Détail des matches | Détail des matches | Durée :                      |
| Kristian Karlsson  | 1-3                | Adam Szudi         | 6-11, 11-6, 11-13, 8-11      |
| Chuang Chih-yuan   | 1-3                | Robert Gardos      | 9 -11, 13-15, 11-7, 8-11     |
| Anders Lind        | 3-0                | Alexandre Robinot  | 11-4, 11-6, 11-6             |
| Kristian Karlsson  | 3-2                | Robert Gardos      | 6-11, 7-11, 11-6, 11-8, 11-7 |
| Chuang Chih-yuan   | 2-3                | Adam Szudi         | 9-11, 7-11, 11-4, 11-12      |

| Rouen SPO          | 0-3                | GV Hennebont       | Rouen, 9 juin 2023 |
| ------------------ | ------------------ | ------------------ | ------------------ |
| Détail des matches | Détail des matches | Détail des matches | Durée :            |
| Robert Gardos      | 1-3                | Anders Lind        |                    |
| Alexandre Robinot  | 1-3                | Kristian Karlsson  |                    |
| Adam Szudi         | 0-3                | Chuang Chih-yuan   |                    |

Le GV Hennebont est champion de France pour la 5eme fois,.
L'équipe championne est composée de Kristian Karlsson, Chuang Chih-Yuang , Anders Lind et Ioannis Sgouropoulos.

### Parcours en coupes d'Europe
| Club                 | Compétition                                      | Résultat                            | Ultime(s) adversaire(s) | Ultime(s) adversaire(s) |
| -------------------- | ------------------------------------------------ | ----------------------------------- | ----------------------- | ----------------------- |
| GV Hennebont         | Ligue des champions de tennis de table 2022-2023 | Deuxième tour (reversé en ETTU cup) | Post SV Mühlhausen 1951 | SPG Wels                |
| AS Pontoise-Cergy TT | Ligue des champions de tennis de table 2022-2023 | Deuxième tour (reversé en ETTU cup) | FC Sarrebruck           | Roskilde Bordtennis     |
| AS Pontoise-Cergy TT | ETTU Cup 2022-2023                               | Demi-finale                         | GV Hennebont            | GV Hennebont            |
| GV Hennebont         | ETTU Cup 2022-2023                               | Vainqueur de l'ETTU CUP             | KS Dekorglass Dzialdowo | KS Dekorglass Dzialdowo |

### Qualification pour les coupes d'Europe
A l'issue de la saison le GV Hennebont et l'AS Pontoise-Cergy TT sont retenus pour la Ligue des champions de tennis de table 2023-2024.
Lille Métropole TT club de pro B est lui qualifié en ETTU cup.

## PRO A Dames

### Equipes
| \| Grand-Quevilly ASRTT Étival-Raon TT Joué-lès-Tours Metz TT Poitiers TTACC Bayard Argentan TT St-Denis Saint Pierraise Alliance Nîmes-Montpellier TT Saint-Quentin Schiltigheim SU \| Localisation des clubs engagés dans le championnat. |
| Grand-Quevilly ASRTT Étival-Raon TT Joué-lès-Tours Metz TT Poitiers TTACC Bayard Argentan TT St-Denis Saint Pierraise Alliance Nîmes-Montpellier TT Saint-Quentin Schiltigheim SU                                                           |

### Classement Général
Classements par équipe du championnat de France de PRO A dames saison régulière 2022 - 2023
| Rang | Équipe                     | Pts | J | V | N | D | F | Pp | Pc | Diff |
| ---- | -------------------------- | --- | - | - | - | - | - | -- | -- | ---- |
| 1    | Metz TT                    | 0   | 0 | 0 | 0 | 0 | 0 | 0  | 0  | 0    |
| 2    | ASRTT Étival-Raon          | 0   | 0 | 0 | 0 | 0 | 0 | 0  | 0  | 0    |
| 3    | TT Joué-lès-Tours          | 0   | 0 | 0 | 0 | 0 | 0 | 0  | 0  | 0    |
| 4    | Saint-Denis US 93 TT       | 0   | 0 | 0 | 0 | 0 | 0 | 0  | 0  | 0    |
| 5    | TT Saint-Quentin           | 0   | 0 | 0 | 0 | 0 | 0 | 0  | 0  | 0    |
| 6    | Schiltigheim SU            | 0   | 0 | 0 | 0 | 0 | 0 | 0  | 0  | 0    |
| 7    | Saint Pierraise ENT        | 0   | 0 | 0 | 0 | 0 | 0 | 0  | 0  | 0    |
| 8    | Poitiers TTACC             | 0   | 0 | 0 | 0 | 0 | 0 | 0  | 0  | 0    |
| 9    | ALCL Grand-Quevilly        | 0   | 0 | 0 | 0 | 0 | 0 | 0  | 0  | 0    |
| 10   | Alliance Nîmes-Montpellier | 0   | 0 | 0 | 0 | 0 | 0 | 0  | 0  | 0    |
| 11   | Bayard Argentan TT promu   | 0   | 0 | 0 | 0 | 0 | 0 | 0  | 0  | 0    |

Qualifications
- 1er et 2e : qualification directe pour les demi-finales
- 3e au 6e : qualification pour les barrages

|  | Quarts de finale                        | Quarts de finale  |                      |                        | Demi-finales     | Demi-finales     |  |  | Finale                                  | Finale                                  |
|  | Quarts de finale                        | Quarts de finale  |                      |                        | Demi-finales     | Demi-finales     |  |  | Finale                                  | Finale                                  |
|  |                                         |                   |                      |                        |                  |                  |  |  |                                         |                                         |
|  | Allers , retours                        | Allers , retours  |                      |                        | Allers , retours | Allers , retours |  |  | Aller 30 mars 2023, Retour 5 avril 2023 | Aller 30 mars 2023, Retour 5 avril 2023 |
|  | Allers , retours                        | Allers , retours  |                      |                        | Allers , retours | Allers , retours |  |  | Aller 30 mars 2023, Retour 5 avril 2023 | Aller 30 mars 2023, Retour 5 avril 2023 |
|  | Allers , retours                        | Allers , retours  | Metz TT              | 2 ; 3                  |                  |                  |  |  | Aller 30 mars 2023, Retour 5 avril 2023 | Aller 30 mars 2023, Retour 5 avril 2023 |
|  | TT Saint-Quentin                        | 1 ; 1             | Metz TT              | 2 ; 3                  |                  |                  |  |  | Aller 30 mars 2023, Retour 5 avril 2023 | Aller 30 mars 2023, Retour 5 avril 2023 |
|  | TT Saint-Quentin                        | 1 ; 1             | Saint-Denis US 93 TT | 3 ; 1                  |                  |                  |  |  | Aller 30 mars 2023, Retour 5 avril 2023 | Aller 30 mars 2023, Retour 5 avril 2023 |
|  | Saint-Denis US 93 TT                    | 3 ; 3             | Saint-Denis US 93 TT | 3 ; 1                  |                  |                  |  |  | Aller 30 mars 2023, Retour 5 avril 2023 | Aller 30 mars 2023, Retour 5 avril 2023 |
|  | Saint-Denis US 93 TT                    | 3 ; 3             |                      |                        | Metz TT          | 3 ; 3            |  |  |                                         |                                         |
|  |                                         |                   |                      |                        | Metz TT          | 3 ; 3            |  |  |                                         |                                         |
|  |                                         | ASRTT Étival-Raon | 1 ; 0                |                        |                  |                  |  |  |                                         |                                         |
|  | Schiltigheim SU                         | ASRTT Étival-Raon | 1 ; 0                | 3 ; 1                  |                  |                  |  |  |                                         |                                         |
|  | Schiltigheim SU                         | TT Joué-lès-Tours | 1 ; 0                | 3 ; 1                  |                  |                  |  |  |                                         |                                         |
|  | TT Joué-lès-Tours                       | TT Joué-lès-Tours | 1 ; 0                | 1 ; 3                  |                  |                  |  |  |                                         |                                         |
|  | TT Joué-lès-Tours                       | ASRTT Étival-Raon | 3 ; 3                | 1 ; 3                  |                  |                  |  |  |                                         |                                         |
|  |                                         | ASRTT Étival-Raon | 3 ; 3                | Match pour la 3e place |                  |                  |  |  |                                         |                                         |
|  |                                         |                   |                      |                        |                  |                  |  |  |                                         |                                         |
|  | Aller 30 mars 2023, Retour 5 avril 2023 |                   |                      |                        |                  |                  |  |  |                                         |                                         |
|  |                                         |                   |                      |                        |                  |                  |  |  |                                         |                                         |
|  | Saint-Denis US 93 TT                    | 3 ; 3             |                      |                        |                  |                  |  |  |                                         |                                         |
|  | Saint-Denis US 93 TT                    | 3 ; 3             |                      |                        |                  |                  |  |  |                                         |                                         |
|  | TT Joué-lès-Tours                       | 0 ; 1             |                      |                        |                  |                  |  |  |                                         |                                         |
|  | TT Joué-lès-Tours                       | 0 ; 1             |                      |                        |                  |                  |  |  |                                         |                                         |

#### Finale
| ASRTT Étival-Raon  | 1–3                | Metz TT            | Etival, 6 juin 2023           |
| ------------------ | ------------------ | ------------------ | ----------------------------- |
| Détail des matches | Détail des matches | Détail des matches | Durée :                       |
| Shao Jieni         | 3-2                | Adina Diaconu      | 1-9, 11-6, 8-11, 6-11, 12-10  |
| Hana Matelova      | 1-3                | Mariia Tailakova   | 4-11, 11-9, 6-11, 7-11        |
| Marie Migot        | 2-3                | Pauline Chasselin  | 8-11, 14-12, 9-11, 11-6, 9-11 |
| Shao Jieni         | 2-3                | Mariia Tailakova   | 7-11, 11-8, 7-11, 11-7, 9-11  |

| Metz TT            | 3–0                | ASRTT Étival-Raon  | Metz, 8 juin 2023       |
| ------------------ | ------------------ | ------------------ | ----------------------- |
| Détail des matches | Détail des matches | Détail des matches | Durée :                 |
| Mariia Tailakova   | 3-0                | Hana Matelova      | 11-5, 11-9, 11-8        |
| Adina Diaconu      | 3-1                | Shao Jieni         | 14-12, 11-8, 6-11, 11-8 |
| Pauline Chasselin  | 3-0                | Marie Migot        | 11-5, 12-10, 11-9       |

- Metz TT remporte son cinquième titre de champion de France à l'issue de la finale[10],[11].

L'équipe championne est composée de Mariia Tailakova, Adina Diaconu, Pauline Chasselin et Jiaduo WU.